# Cristoforo Žefarović
Cristoforo Žefarović (Dojran, 1690 – Mosca, 18 settembre 1753) è stato un artista e scrittore bulgaro.
Fu attivista dell'illirianesimo, cioè dell'unificazione slava meridionale sotto la giurisdizione del Patriarcato di Peć.
Nel 1740 tradusse dal latino in Lingua slavo-serba una ricchissima Stematografia del 1701, che rifletteva l'araldica di tutti gli slavi e svolse un ruolo enorme nel plasmare la coscienza nazionale tra i popoli slavi e specialmente tra i bulgari.